# Aeroporto di Rodez-Marcillac
L'aeroporto di Rodez-Aveyron è un aeroporto francese situato vicino alla città di Rodez, nel dipartimento dell'Aveyron.